# Lappula cristata
Lappula cristata är en strävbladig växtart som först beskrevs av Aleksandr Andrejevitj Bunge, och fick sitt nu gällande namn av Boris Fedtjenko. Lappula cristata ingår i släktet piggfrön, och familjen strävbladiga växter. Inga underarter finns listade i Catalogue of Life.